# Massimiliano II d'Asburgo
Massimiliano II d'Asburgo (Vienna, 31 luglio 1527 – Ratisbona, 12 ottobre 1576) era il primogenito dell'imperatore del Sacro Romano Impero Ferdinando I d'Asburgo e gli succedette sul trono nel 1564 (dopo essere già stato eletto re in Germania e Boemia nel 1562 e d'Ungheria nel 1563).
Prima dell'inizio del suo regno, aveva mostrato tendenze a favorire il protestantesimo e più volte si era legato a progetti coi principi tedeschi che avevano abbracciato questa fede, ma sul punto di ottenere la corona mostrò definitivamente il suo impegno verso il cattolicesimo.
Fu in conflitto con l'Impero ottomano di Solimano il Magnifico e concluse gli scontri con il Trattato di Adrianopoli con uno status ante quo.

## Biografia

### I primi anni

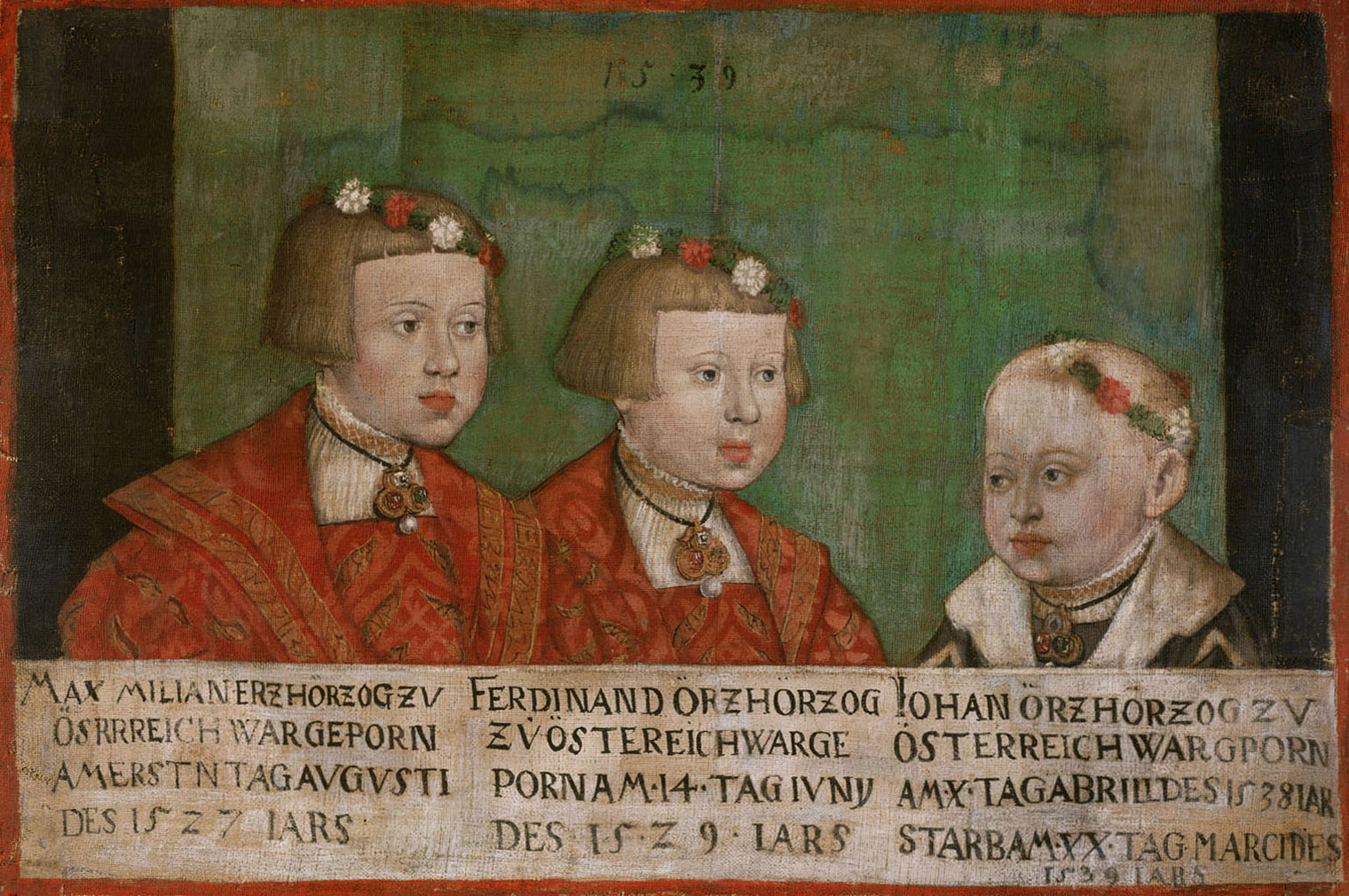
Massimiliano (a sinistra) (1527–1576) con i suoi fratelli Ferdinando (1529–1595) e Giovanni (1538–1539)

Nato a Vienna, era il figlio primogenito del suo predecessore Ferdinando I del Sacro Romano Impero, fratello di Carlo V, e Anna Jagellone, sorella di Luigi II. Oltre a lui tra fratelli e sorelle la famiglia vantava altri 12 bambini sopravvissuti tra cui Ferdinando, Carlo (duca di Carniola, Stiria e Carinzia), Anna (sposò il duca Alberto V di Baviera). La sorella Elisabetta sposò il re Sigismondo II Augusto di Polonia, il quale, più tardi, sposò Caterina sorella di Elisabetta e Massimiliano, allo scopo di rafforzare l'alleanza tra gli Asburgo d'Austria e la Polonia; le altre sorelle si sposarono, nella tradizione della politica matrimoniale asburgica, con discendenti di famiglie regnanti.
Massimiliano trascorse la sua infanzia nella casa dei suoi genitori a Innsbruck. Qui imparò il dialetto tirolese, fatto che, come disse in seguito lo stesso imperatore, influenzò fortemente la sua ortografia. Massimiliano fu allevato insieme al fratello Ferdinando e godette di una formazione eccellente. Imparò, tra le altre cose, diverse lingue europee: oltre al tedesco e al francese, conosceva anche lo spagnolo, il latino, l'italiano, il ceco e l'ungherese. Tra i suoi insegnanti ci furono umanisti come Georg Caspar Ursino Velius Tannstetter. Fu fortemente influenzato dal suo precettore Wolfgang Schiefer, un luterano, prima che l'insegnante fosse allontanato nel 1538. Massimiliano cominciò nel 1543 a intrattenere contatti epistolari con il protestante Augusto, elettore di Sassonia, fatto che venne visto dalla famiglia con sospetto.

### La giovinezza ed il rapporto con Carlo V

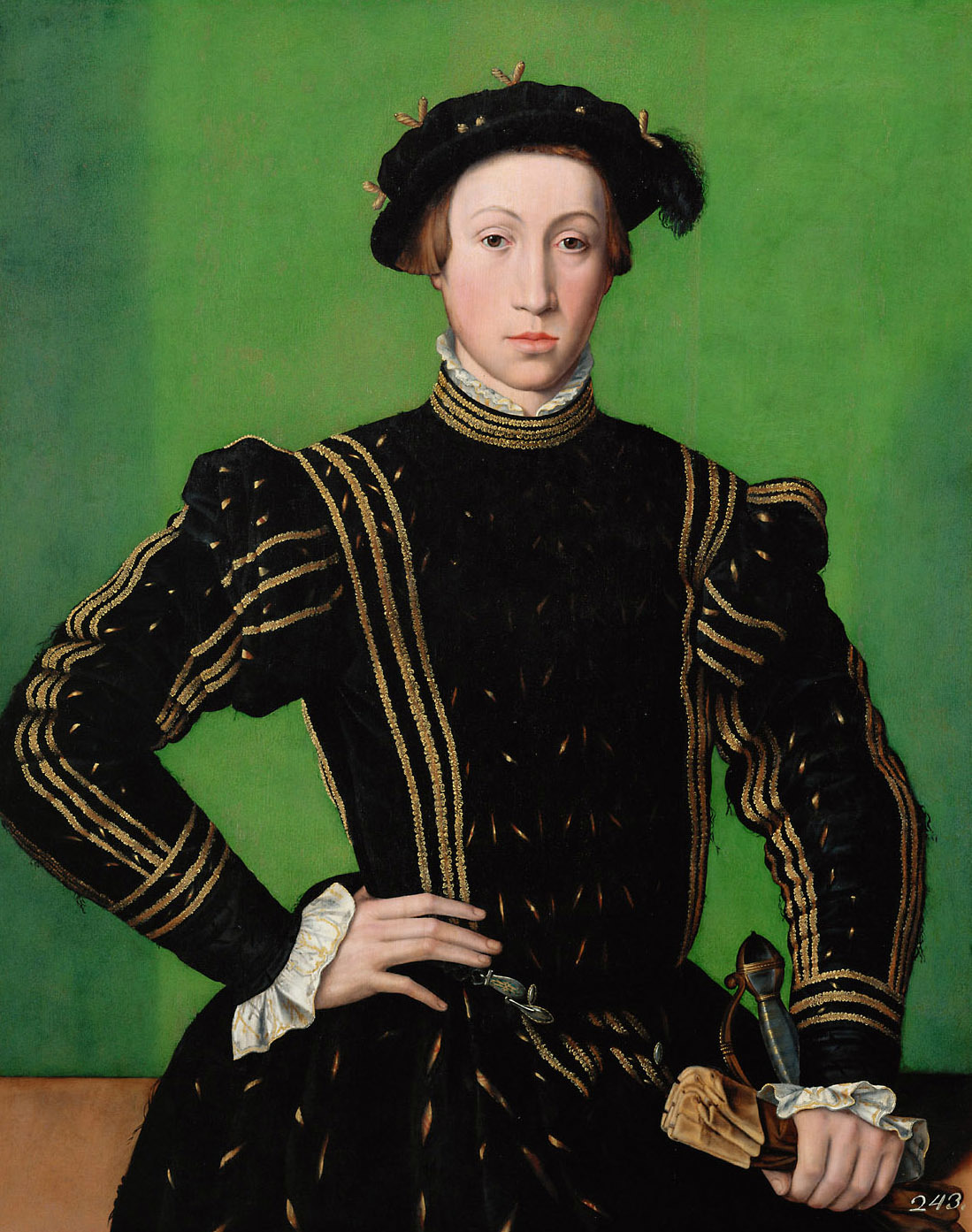
Il giovane Massimiliano in un ritratto di Guillem Scrotes.

Per distoglierlo dalle concezioni protestanti e per favorire il suo impegno militare, fu suo zio Carlo V a portarlo a soli 17 anni sul campo di battaglia. Massimiliano accompagnò l'imperatore a Bruxelles e nella Guerra di Smalcalda, combattendo nella Battaglia di Mühlberg.
Il 13 settembre 1548 l'imperatore Carlo V lo avviò al matrimonio con sua figlia Maria a Valladolid. Questo matrimonio sarebbe servito, nell'ottica di Carlo V, a rafforzare la coesione tra la linea degli Asburgo di Spagna e quella degli Asburgo d'Austria. Nel 1549 venne designato quale Re di Boemia come possibile successore del padre e durante l'assenza dell'imperatore, Massimiliano fu governatore della Spagna con la moglie, governo a cui lo stesso Carlo V lasciò ampio spazio sperando di combattere il criptoprotestantesimo del nipote con una "spagnolizzazione" cattolica.
Nel 1550 fu in Germania per partecipare alle riunioni famigliari per decidere la successione nell'Impero dato che Carlo V aveva annunciato di volersi ritirare dalla scena politica per lasciare spazio agli altri membri della sua casata. Nel 1551 prese parte alle discussioni del Concilio di Trento che nel frattempo proseguiva la sua opera di riforma della chiesa cattolica.
Il suo legame sempre più forte coi principi protestanti lo rese inviso a Carlo V che cercò in ogni modo di impedire questi legami per non vanificare i suoi sforzi di un'Europa unita e cattolica. Massimiliano divenne così diffidente nei confronti dello zio imperatore, così come nei confronti del padre che gli preferiva palesemente il fratello Ferdinando che già era stato nominato governatore della Boemia.

### Il principe umanista

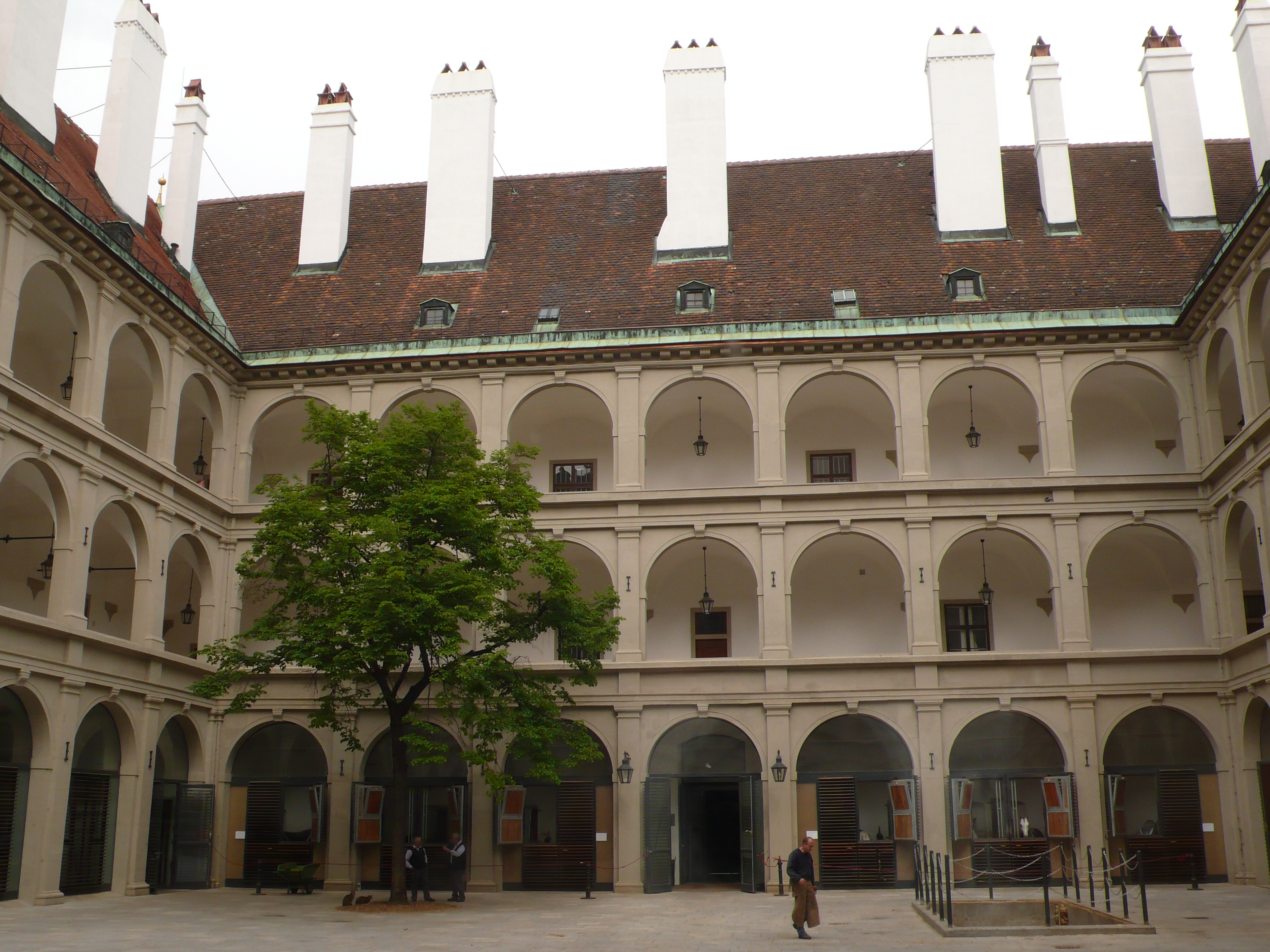
La corte interna della Stallburg, la residenza privata di Massimiliano a Vienna

Nella corte viennese dell'epoca della giovinezza di Massimiliano, moltissimo era il fervore dell'umanesimo. Nella capitale imperiale confluivano infatti studiosi non solo provenienti dall'area germanica, ma anche dai Paesi Bassi, dalla Spagna e dall'Italia.
Appassionato di molte materie, Massimiliano sostenne gli studi del botanico Carolus Clusius dando ordine di raccogliere e registrare scientificamente diverse varietà di piante. Da buon bibliofilo, Massimiliano raccolse libri e manoscritti antichi con l'aiuto di Kaspar von Niedbruck, collezione poi catalogata da Hugo Blotius e che fa parte della biblioteca nazionale austriaca. Era inoltre interessato dal mondo occultista.
La musica giocò un ruolo importante nella sua formazione ed egli stesso seppe essere straordinariamente innovativo: in un ambiente di preferenza olandese (secondo i gusti dettati da Carlo V), Massimiliano preferì gli artisti italiani arrivando addirittura a chiedere a Giovanni Pierluigi da Palestrina di assumere la guida della cappella di corte, causa che si concluse senza successo per motivi finanziari.
Tra il 1558 e il 1565 fece realizzare un proprio castello a Vienna come residenza stabile, il Castello di Neugebäude, anche se dopo la morte del padre dimorò poi al Palazzo imperiale. Nella sua residenza di Stallburg istituì una scuola di equitazione, oltre ad una compagnia teatrale in stile rinascimentale.

### Un erede al trono protestante?

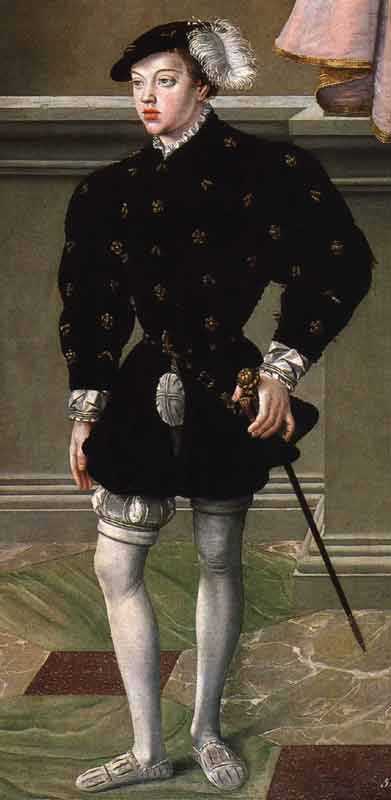
Massimiliano, come erede al trono imperiale, mantenne sempre un atteggiamento ambiguo tra protestantesimo e cattolicesimo, fatto che gli attirò le ire di molti principi da ambo le parti e l'opposizione soprattutto del pontefice

Presso la corte viennese dell'epoca, venne promosso un clima protestante da parte dell'aristocrazia. Negli anni successivi alla convocazione della Pace di Augusta, erano ancora presenti se pur latenti, forti inclinazioni protestanti anche negli ambienti imperiali come nel caso del cappellano di Massimiliano, Johann Sebastian Pfauser, che spinse il giovane arciduca a non adottare puramente i dogmi cattolici, ma a riflettere anche sulla letteratura sacra evangelica, rifiutandosi di partecipare all'eucaristia secondo il rito cattolico ed entrando in conflitto col padre più volte circa il tema della venerazione dei santi che egli riteneva inutile ed idolatra. La conversione di Massimiliano poi ad uno strenuo cattolicesimo per la sua ascesa al trono è estremamente dibattuta: alcuni studiosi hanno parlato di "cattolicesimo compromesso" o "cristianesimo umanistico" (come già aveva fatto Erasmo da Rotterdam). Massimiliano giunse a definirsi «Non papista, non protestante, ma cristiano».
Le preoccupazioni della famiglia nei confronti di Massimiliano crescevano sempre più anche in vista di una sua futura successione, a tal punto che nel testamento di suo padre nel 1555 leggiamo «… e soprattutto ho su di voi, Massimiliano, il più caro rispetto, se vi dico come ho notato ciò che avete fatto con la vostra caduta dalla vera religione verso una nuova setta […] Dio sa che sulla terra non vi è più grande sofferenza che non il vedere mio figlio cadere al di fuori della mia religione». Facendo degenerare la situazione, il papa minacciò di negare anche a Ferdinando I il suo impero. Questi prese allora seri provvedimenti: innanzitutto nel 1560 espulse il cappellano Pfauser dalla corte viennese, organizzando contestualmente un incontro tra il pontefice e Massimiliano. Massimiliano ottenne da allora molti incarichi in regioni dell'impero prevalentemente cattoliche nella speranza che le sue tendenze protestanti potessero così ritenersi archiviate.

### L'ascesa al trono

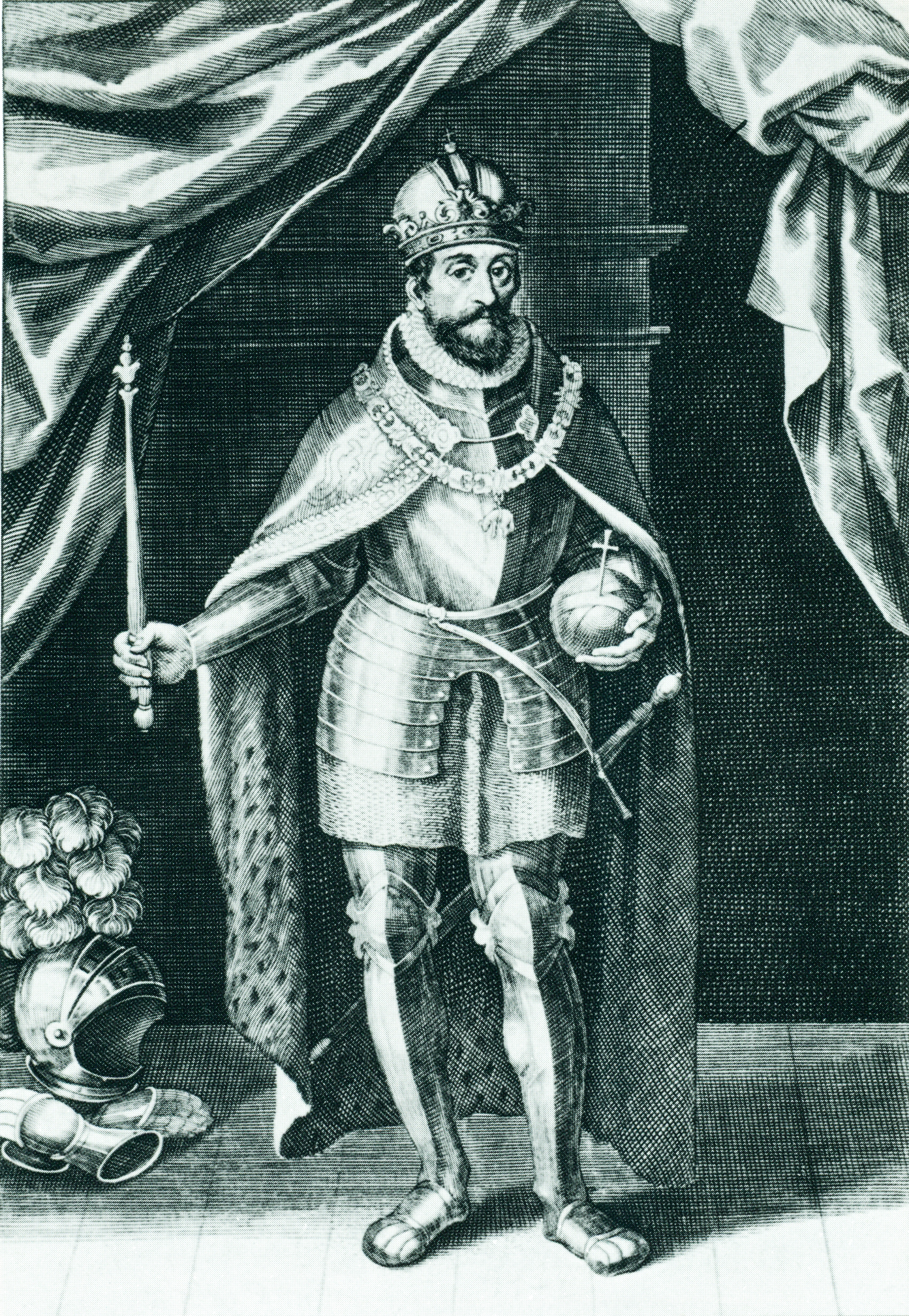
L'imperatore Massimiliano II in una litografia d'epoca

Dopo la risoluzione della situazione politico-religiosa, la strada di successione di Massimiliano al padre Ferdinando era ormai libera da ostacoli. Il 20 settembre 1562, come prima cosa, venne nominato re di Boemia. Il 24 novembre 1562 Massimiliano venne prescelto quale nuovo re dei Romani, a Francoforte, dove venne incoronato un paio di giorni più tardi, dopo aver assicurato gli elettori cattolici della sua fedeltà alla loro fede, e promettendo agli elettori protestanti che avrebbe pubblicamente accettato la confessione di Augusta una volta divenuto imperatore. Contestualmente egli fece giuramento di proteggere la Chiesa, e la sua elezione venne quindi poi confermata dal papato. Egli fu il primo re dei Romani a non essere incoronato ad Aquisgrana.
L'8 settembre 1563, a Bratislava, Massimiliano venne incoronato re d'Ungheria dall'arcivescovo di Esztergom, Nicolaus Olahus, e alla morte del padre, il 25 luglio del 1564, gli succedette a capo dell'impero e dei regni di Ungheria, Croazia e Boemia. La successione non vide cambiamenti radicali nella politica che era stata di Ferdinando: Massimiliano continuò a servirsi dei consiglieri che già avevano assistito suo padre.
Nell'ambito della politica interna, però, la situazione era già da tempo piuttosto variegata: in Boemia ed in Ungheria il sostegno agli Asburgo era ancora poco sentito dalla popolazione e sull'impero incombeva sempre la minaccia ottomana, in particolare nei territori balcanici. In Ungheria, nello specifico, la società era controllata essenzialmente da un ristretto gruppo di magnati composto dall'alta nobiltà e dall'alto clero che erano più favorevoli ad una politica di vicinanza a Massimiliano II, mentre il basso clero e la bassa nobiltà erano più favorevoli a sostenere idee indipendentiste in ricordo dell'antico e ricco regno ungherese. Malgrado queste tensioni interne, ad ogni modo, il pericolo dell'invasione turca aveva unito tutti nella difesa comune della nazione. Massimiliano ebbe sempre un atteggiamento speciale nei confronti dell'Ungheria dal momento che sapeva che da essa proveniva il 40% dei fondi utili per la corte viennese.

### La politica religiosa

#### La politica religiosa nei territori ereditari degli Asburgo
La nobiltà austriaca intensificò le proprie tendenze protestanti con una prima ondata settaria nel 1560, soprattutto nell'area dell'Austria interna e superiore, meno per il Tirolo ed il Vorarlberg.
Massimiliano condusse una politica religiosa relativamente tollerante, cercando di sanare pacificamente i dissidi interni per non dispiacere o favorire alcuna parte. Sostenne grandemente il tentativo di riforma dei gesuiti che risultava a lui utile per la creazione di una vera e propria chiesa di stato. Per salvaguardare i possedimenti ecclesiastici dall'invasione ottomana, istituì una commissione imperiale col compito di salvaguardare i diritti e le proprietà del clero.
Per risolvere i contrasti interni, l'11 gennaio 1571 Massimiliano II emise una Religionsassekuration. Con questo documento egli assicurò la libertà di religione in senso moderno (e quindi senza il pagamento di una tassa per la professione di una propria religione), la quale si basava ad ogni modo su quanto ribadito dalla Confessione di Augusta del 1530, che escludeva quindi ancora i calvinisti e la professione del protestantesimo nelle città con l'istituzione di chiese apposite, il che costrinse perlopiù i luterani a spostarsi al di fuori della capitale.

#### La politica religiosa in Boemia
La politica religiosa dell'imperatore Massimiliano II in Boemia fu simile a quella adottata nelle terre del patrimonio della propria casata. Egli diede ordine di fondare due collegi gesuiti a Olomouc ed a Brno in Moravia, sostenendo così il cattolicesimo anche in quest'area.

#### La politica religiosa nei territori del Sacro Romano Impero
Massimiliano II adottò inizialmente una politica di vicinanza tra cattolicesimo e protestantesimo nell'area del Sacro Romano Impero, ma poi si risolse a richiedere semplicemente l'applicazione dei principi della Confessione di Augusta.
Malgrado questo, nella parte settentrionale dell'Impero permaneva un duro zoccolo protestante che tra gli anni '60 e '70 del Cinquecento aveva portato alla secolarizzazione di un gran numero di vescovati, il che andava apertamente contro la confessione di Augusta. L'influenza di Massimiliano II in quest'area della Germania era molto bassa e come tale egli non riuscì ad impedire che si verificassero questi fatti. A partire dal 1568 anche il Ducato di Brunswick-Lüneburg si avvicinò al protestantesimo con copiose secolarizzazioni. Egli si rifiutò inoltre di approvar che i principi protestanti facessero reggere gli episcopati cattolici che si trovavano nei loro domini da vescovi luterani (tramutandoli così in episcopati protestanti), dispiacendo non pochi principi luterani che erano intenzionati a mantenere questa tradizione locale. Su principi personali, egli invece garantì la libertà di culto alla nobiltà tedesca protestante e si impegnò personalmente per la riforma della chiesa cattolica, giungendo a chiedere al pontefice il diritto di matrimonio per i sacerdoti.
Per il suo passato filoprotestante, per i suoi insuccessi e per le richieste che Massimiliano II inviava periodicamente alla Santa Sede, egli venne largamente criticato sia dai pontefici che da Filippo II di Spagna ed in particolare quest'ultimo cercò attraverso la sorella Maria di intervenire sull'imperatore in maniera energica. Massimiliano II d'altro canto venne quasi obbligato ad inviare i propri figli ad istruirsi presso la corte spagnola nella speranza tra le altre cose che un giorno uno di essi potesse succedere al trono e riunire le due casate degli Asburgo.

### La politica interna
In patria Massimiliano II aveva sperato di riuscire a trovare un giusto equilibrio tra cavalieri imperiali e proprietari terrieri. Le sue aspettative furono vanificate nella Faida di Grumbach, l'ultimo tentativo dei cavalieri imperiali di prevalere sul potere territoriale dei principi del Sacro Romano Impero. Dopo la condanna e lo squartamento di Wilhelm von Grumbach, riconosciuto nel 1567 quale capo della sollevazione anti-imperiale, e la prigionia del suo protettore Giovanni Federico II di Sassonia, il pericolo delle sollevazioni interne contro il potere dell'imperatore sembrava ormai scongiurato ed anche coi cavalieri Massimiliano II riuscì a trovare un accordo concedendo privilegi in cambio del pagamento di tasse.
Per quanto riguarda le istituzioni proprie dell'Impero, nel 1564 venne ribadito il primato generale del Reichstag come supremo organo decisionale nonché grande importanza assunsero le circoscrizioni imperiali nelle quali il vasto impero era suddiviso internamente. Così facendo, ad ogni modo, venne meno il ruolo dell'imperatore come autorità centrale nella gestione dell'impero ed i suoi poteri vennero di molto limitati rispetto al passato.

### La politica estera
Massimiliano utilizzò la politica matrimoniale per dirigere la prima fase della sua politica estera. Il suo tentativo di far sposare Carlo II dell'Austria Interna con Elisabetta I d'Inghilterra fallirono, ma il vero successo gli pervenne nel 1570 col matrimonio tra sua figlia Elisabetta col re Carlo IX di Francia, e di sua figlia Anna con Filippo II di Spagna. Tre delle sue sorelle sposarono principi italiani, mentre due delle sue sorelle furono mogli del re Sigismondo II di Polonia.
La rivolta dei Paesi Bassi contro il dominio spagnolo nella seconda metà del Cinquecento aveva portato ad una nuova disputa dinastica tra Asburgo di Spagna e Asburgo d'Austria. Massimiliano II era preoccupato del fatto che l'insurrezione avrebbe potuto colpire tutto l'Impero e soprattutto avrebbe potuto mettere a rischio le norme stabilite dalla Confessione di Augusta. Pertanto egli tentò di mediare tra le due parti in causa, ma Filippo di Spagna respinse le richieste di Massimiliano II tacciandole di ingerenza in affari che non lo riguardavano.
Col tempo, i rapporti tra Massimiliano II e Filippo II di Spagna migliorarono, fatto che sembrerebbe essenzialmente spiegarsi con una maggiore prudenza e moderazione nella politica religiosa portata avanti dall'imperatore dopo la morte del figlio di Filippo, Don Carlos, che aveva aperto la strada per la successione di Massimiliano, o di uno dei suoi figli, al trono di Spagna. La prova di questo sentimento amichevole è stata data nel 1570, quando la figlia dell'imperatore, Anna, divenne la quarta moglie di Filippo.
Alla morte di Sigismondo II Augusto di Polonia, nel 1573, Massimiliano era stato candidato quale suo successore al trono polacco, ma era stato battuto sul campo dal duca francese Enrico d'Angiò. Enrico, dopo nemmeno un anno di regno, venne chiamato a divenire re di Francia col nome di Enrico III e Massimiliano II ripropose nuovamente la sua candidatura al trono di Polonia. Ad appoggiarlo, oltre al papa ed a Filippo II di Spagna, c'erano questa volta i magnati lituani e polacchi che lo candidavano in opposizione a Stefano I Báthory. In quest'ennesima disputa, Massimiliano II non riuscì però a farsi accettare dalla popolazione e fu costretto a lasciare la Polonia cedendo il trono a Stefano I.

#### La guerra austro-turca

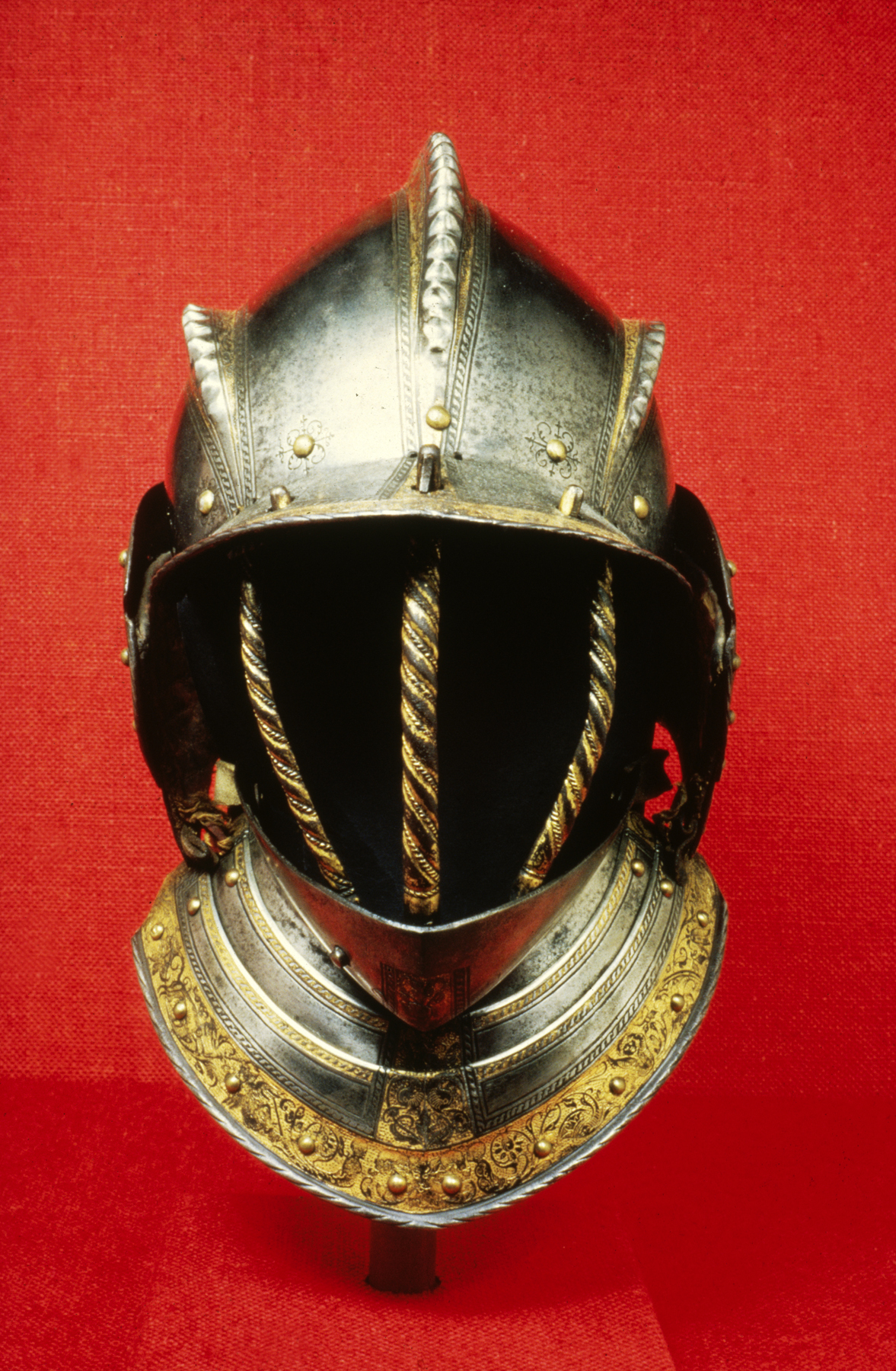
L'elmo da parata utilizzato da Massimiliano II durante la guerra austro-turca

In politica estera, la guerra contro l'Impero ottomano giocò un ruolo fondamentale all'epoca di Massimiliano II. Le dispute che già esistevano tra Massimiliano e Giovanni II Sigismondo Zápolya, governatore dell'Ungheria e di parte della Transilvania, erano aumentate ancora di più da quando quest'ultimo si era alleato con gli ottomani senza rendere conto di quest'azione all'imperatore, coi quali erano in guerra. Giovanni II Sigismondo, dal canto suo, dopo la morte di Ferdinando e le debolezze di Massimiliano, aveva visto l'opportunità per sé e per i propri discendenti di procedere contro gli Asburgo ed espandere il proprio potere. Le forze locali vennero represse da quelle imperiali che invasero la Transilvania, con un apporto di 1,7 milioni di fiorini stanziati dal Reichstag per proseguire un'eventuale guerra contro i turchi.
Il comandante imperiale Lazarus Schwend riuscì a catturare le fortezze di Tokaj e Szerencs con 86.000 uomini al proprio comando. Sull'altro fronte, le truppe di Giovanni II Sigismondo erano in minima parte, mentre l'Impero ottomano era intervenuto con una forza di quasi 100.000 uomini, condotti personalmente da Solimano il Magnifico. Gli ottomani erano in marcia sin dal 1566 e raggiunsero velocemente l'Ungheria, con l'obbiettivo di catturare le fortezze di Gyula, Sarangi ed Eger. L'esercito imperiale era attestato a Raab con al seguito l'imperatore ed alcuni dei suoi figli, di modo da dare maggior forza agli uomini ed impedire il dilagare delle truppe ottomane verso la città di Vienna. In quel momento, tra gli alleati degli austriaci presenti sul campo, vi era anche Alfonso II d'Este, che aveva da poco sposato la sorella di Massimiliano. La posizione difensiva assunta dagli imperiali li rese quindi relativamente inattivi durante lo scontro. Solimano assediò la città di Sarangi con furia ma morì durante l'assalto. Dopo la sua morte, la città venne conquistata ma l'invasione ottomana crollò in gran parte da sé. Malgrado quest'opportunità, Massimiliano preferì non inseguire il nemico ed attese semplicemente la ritirata, mostrando le proprie scarse doti militari. Selim II, il nuovo sultano ottomano, decise di firmare una tregua con gli imperiali con la pace di Adrianopoli che sostanzialmente riconobbe uno status quo ante allo scontro, riportando Zápolya al suo ruolo di principe di Transilvania, ma dovette rinunciare alle proprie pretese sul trono reale ungherese nel 1570 ed il pagamento annuale di un tributo di 30.000 ducati all'impero. La guerriglia di confine proseguì ancora, ma l'Impero e buona parte dell'Ungheria asburgica vennero risparmiate da grandi battaglie con l'Impero ottomano per i successivi 25 anni. L'Imperatore e l'Impero si unirono alla Lega Santa contro i turchi all'inizio degli anni '70 del Cinquecento.

### Gli ultimi anni e la morte

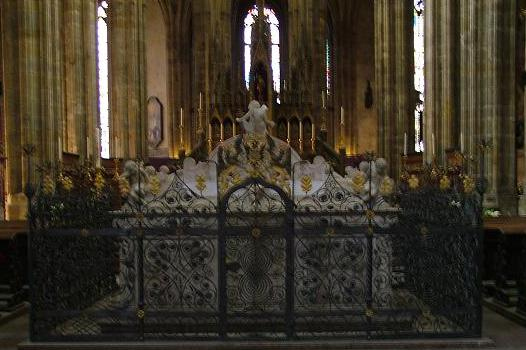
La tomba di Massimiliano II e della moglie Maria presso la cattedrale di San Vito a Praga

Già precocemente, Massimiliano II aveva iniziato a stilare il proprio testamento designando il proprio successore. Il prescelto dall'imperatore era il suo figlio primogenito, Rodolfo, che era stato educato alla corte spagnola e che quindi era ben visto dagli ambienti del regno di Spagna, fatto che indubbiamente contribuirà poi a riavvicinare i rapporti tra i due paesi. Massimiliano d'altro canto era conscio del fatto che il cattolicesimo di Rodolfo si sarebbe esteso a tutto l'Impero ed avrebbe probabilmente vanificato i suoi sforzi di mediare tra cattolici e luterani. Già dal 1572, pertanto, Massimiliano II nominò Rodolfo re d'Ungheria e nel 1575 gli concesse anche la corona di Boemia e la sovranità dei territori ereditari degli Asburgo. Nel 1575, il giovane arciduca venne incoronato Re dei Romani a Ratisbona.
Massimiliano morì il 12 ottobre 1576 a Ratisbona mentre si preparava a invadere la Polonia. Sul letto di morte si rifiutò di ricevere gli ultimi sacramenti della Chiesa. È sepolto nella Cattedrale di San Vito a Praga.

## Matrimonio e discendenza

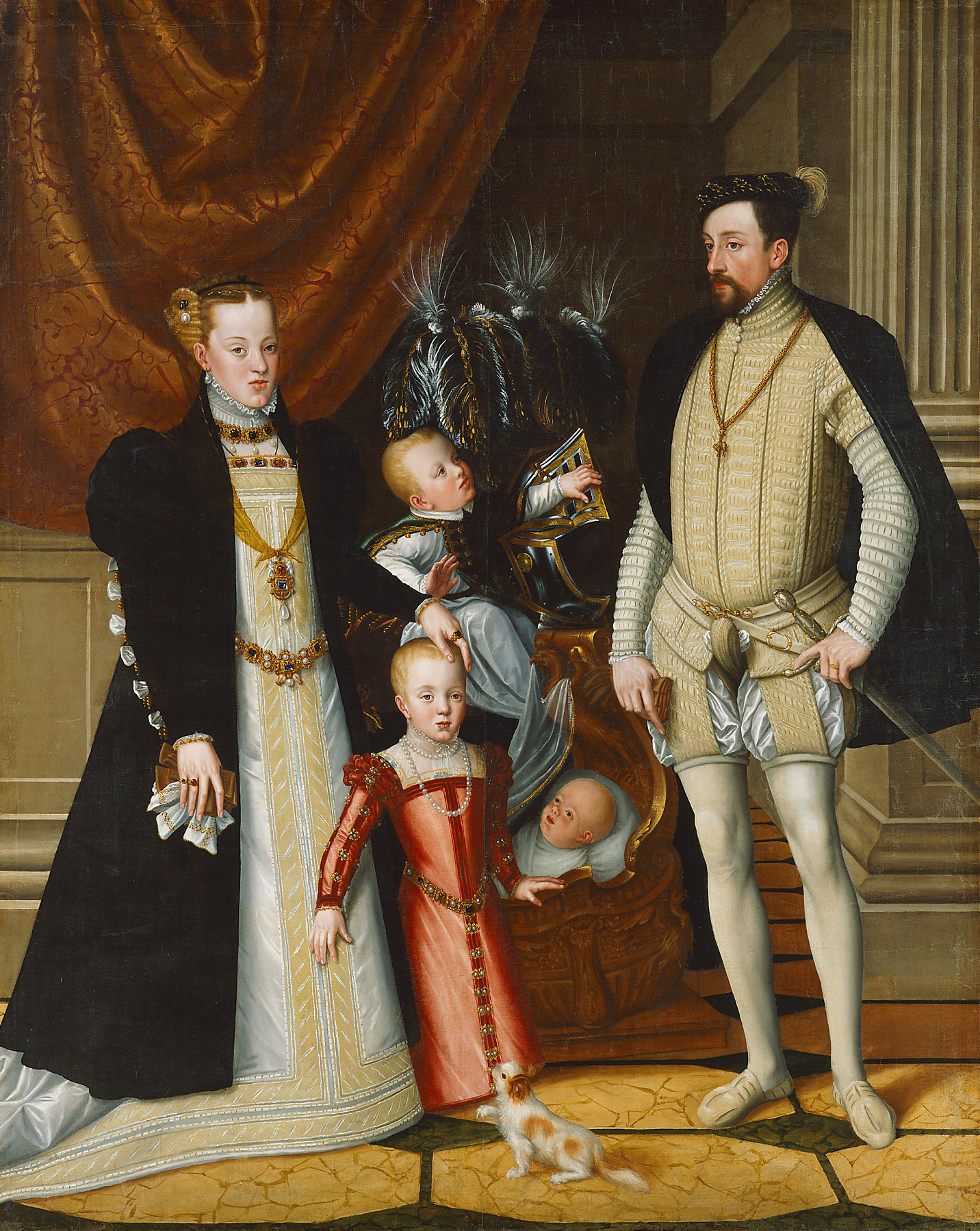
Massimiliano II con la sua famiglia, 1555 circa, di Giuseppe Arcimboldo

Il 13 settembre 1548 a Valladolid sposò la cugina Maria di Spagna, figlia dell'imperatore Carlo V, fratello di Ferdinando suo padre. Questo matrimonio è stato voluto per rafforzare la Casa d'Asburgo.
Dalla moglie Maria, Massimiliano II ebbe 16 figli di cui solo otto raggiunsero l'età adulta:
- Anna (1º novembre 1549 - 26 ottobre 1580), sposò lo zio Filippo II di Spagna (il fratello di Maria)
- Ferdinando (28 marzo 1551 - 25 giugno 1552)
- Rodolfo (18 luglio 1552 - 20 gennaio 1612), Imperatore (1576-1611)
- Ernesto (15 luglio 1553 - 20 febbraio 1595), Arciduca d'Austria, Governatore dei Paesi Bassi.
- Elisabetta (5 giugno 1554 - 22 gennaio 1592), sposò Carlo IX di Francia.
- Maria (27 luglio 1555 - 25 giugno 1556)
- Mattia (24 febbraio 1557 - 20 marzo 1619), Imperatore (1612-1619).
- Un figlio senza nome, detto Carlo, nato-morto o deceduto poche ore dopo il parto (20 ottobre 1557)
- Massimiliano (12 ottobre 1558 - 2 novembre 1618), Gran Maestro dell'Ordine Teutonico e amministratore della Prussia.
- Alberto (15 novembre 1559 - 13 luglio 1621), sposò la cugina Isabella Clara Eugenia di Spagna, Governatore dei Paesi Bassi spagnoli.
- Venceslao (9 marzo 1561 - 22 settembre 1578)
- Federico (21 giugno 1562 - 16 gennaio 1563)
- Maria (19 febbraio - 26 marzo 1564), chiamata col nome della sorella morta.
- Carlo (26 settembre 1565 - 23 maggio 1566), chiamato col nome del fratello nato-morto.
- Margherita (25 gennaio 1567 - 5 luglio 1633), si fece suora.
- Eleonora (4 novembre 1568 - 12 marzo 1580)

## Ascendenza
|                           |                        |                            | Genitori                  |  |  | Nonni |  |  | Bisnonni                 |  |  | Trisnonni              |  |
|                           |                        |                            |                           |  |  |       |  |  | Massimiliano I d'Asburgo |  |  | Federico III d'Asburgo |  |
|                           |                        |                            |                           |  |  |       |  |  | Massimiliano I d'Asburgo |  |  | Federico III d'Asburgo |  |
|                           |                        | Eleonora d'Aviz            |                           |  |  |       |  |  | Massimiliano I d'Asburgo |  |  |                        |  |
| Filippo                   |                        |                            |                           |  |  |       |  |  | Massimiliano I d'Asburgo |  |  |                        |  |
|                           |                        | Maria di Borgogna          | Carlo I di Borgogna       |  |  |       |  |  |                          |  |  |                        |  |
|                           |                        | Maria di Borgogna          | Carlo I di Borgogna       |  |  |       |  |  |                          |  |  |                        |  |
|                           |                        | Maria di Borgogna          | Isabella di Borbone       |  |  |       |  |  |                          |  |  |                        |  |
| Ferdinando I d'Asburgo    |                        | Maria di Borgogna          |                           |  |  |       |  |  |                          |  |  |                        |  |
|                           |                        | Ferdinando II d'Aragona    | Giovanni II d'Aragona     |  |  |       |  |  |                          |  |  |                        |  |
|                           |                        | Ferdinando II d'Aragona    | Giovanni II d'Aragona     |  |  |       |  |  |                          |  |  |                        |  |
|                           |                        | Ferdinando II d'Aragona    | Giovanna Enríquez         |  |  |       |  |  |                          |  |  |                        |  |
| Giovanna di Castiglia     |                        | Ferdinando II d'Aragona    |                           |  |  |       |  |  |                          |  |  |                        |  |
|                           |                        | Isabella di Castiglia      | Giovanni II di Castiglia  |  |  |       |  |  |                          |  |  |                        |  |
|                           |                        | Isabella di Castiglia      | Giovanni II di Castiglia  |  |  |       |  |  |                          |  |  |                        |  |
|                           |                        | Isabella di Castiglia      | Isabella del Portogallo   |  |  |       |  |  |                          |  |  |                        |  |
| Massimiliano II d'Asburgo |                        | Isabella di Castiglia      |                           |  |  |       |  |  |                          |  |  |                        |  |
|                           | Casimiro IV di Polonia | Ladislao II di Polonia     |                           |  |  |       |  |  |                          |  |  |                        |  |
|                           | Casimiro IV di Polonia | Ladislao II di Polonia     |                           |  |  |       |  |  |                          |  |  |                        |  |
|                           | Casimiro IV di Polonia | Sofia Alšėniškė            |                           |  |  |       |  |  |                          |  |  |                        |  |
| Ladislao II di Boemia     | Casimiro IV di Polonia |                            |                           |  |  |       |  |  |                          |  |  |                        |  |
|                           |                        | Elisabetta d'Asburgo       | Alberto II d'Asburgo      |  |  |       |  |  |                          |  |  |                        |  |
|                           |                        | Elisabetta d'Asburgo       | Alberto II d'Asburgo      |  |  |       |  |  |                          |  |  |                        |  |
|                           |                        | Elisabetta d'Asburgo       | Elisabetta di Lussemburgo |  |  |       |  |  |                          |  |  |                        |  |
| Anna Jagellone            |                        | Elisabetta d'Asburgo       |                           |  |  |       |  |  |                          |  |  |                        |  |
|                           |                        | Gastone II di Foix-Candale | Giovanni di Foix-Candale  |  |  |       |  |  |                          |  |  |                        |  |
|                           |                        | Gastone II di Foix-Candale | Giovanni di Foix-Candale  |  |  |       |  |  |                          |  |  |                        |  |
|                           |                        | Gastone II di Foix-Candale | Margaret de la Pole       |  |  |       |  |  |                          |  |  |                        |  |
| Anna di Foix-Candale      |                        | Gastone II di Foix-Candale |                           |  |  |       |  |  |                          |  |  |                        |  |
|                           |                        | Caterina di Navarra        | Gastone IV di Foix        |  |  |       |  |  |                          |  |  |                        |  |
|                           |                        | Caterina di Navarra        | Gastone IV di Foix        |  |  |       |  |  |                          |  |  |                        |  |
|                           |                        | Caterina di Navarra        | Eleonora di Navarra       |  |  |       |  |  |                          |  |  |                        |  |
|                           |                        | Caterina di Navarra        |                           |  |  |       |  |  |                          |  |  |                        |  |